# Nérilia Mondésir
Nérilia Mondésir (født 17. januar 1999) er en kvindelig haitiansk fodboldspiller, der spiller angreb for franske Montpellier i Division 1 Féminine og Haitis kvindefodboldlandshold, som anfører.
Hun blev i juni 2023 udtaget til den officielle trup frem mod VM i fodbold 2023 i Australien/New Zealand for Haitis landshold.